# Truth and Reconciliation Commission of Canada
Die Truth and Reconciliation Commission of Canada (TRC; französisch: »Commission de vérité et réconciliation du Canada«) war eine Wahrheits- und Versöhnungskommission, die von 2008  bis 2015 in Kanada tätig war, organisiert von den Parteien des Indian Residential Schools Settlement Agreement.
Die Kommission wurde offiziell am 1. Juni 2008 mit dem Ziel gegründet, die Geschichte und die bleibenden Auswirkungen des kanadischen Schulsystems für Angehörige indigener Völker Indianer, die bewusst als Indigenous (großgeschrieben) als Gruppe anerkannt wurden. Die Großschreibung entspricht auch dem Stil, der im Abschlussbericht der Wahrheits- und Versöhnungskommission Kanadas und in der Erklärung der Vereinten Nationen über die Rechte indigener Völker verwendet wird. Im kanadischen Kontext wird indigen großgeschrieben, wenn von Völkern, Kulturen oder Gemeinschaften die Rede ist, so wie europäisch oder kanadisch verwendet wird, um sich auf nicht-indigene Themen oder Menschen zu beziehen. Es bot den Überlebenden der Residential Schools die Möglichkeit, ihre Erfahrungen bei öffentlichen und privaten Treffen im ganzen Land zu teilen. Die TRC betont, dass es ihre Priorität ist, der kanadischen Öffentlichkeit, die bis dahin über diese Probleme wenig informiert war, die Auswirkungen dieser Residential Schools aufzuzeigen.
Im Juni 2015 veröffentlichte die TRC eine Zusammenfassung ihrer Ergebnisse zusammen mit 94 " Aktivisten" zur Versöhnung zwischen Kanadiern und indigenen Völkern. Die Kommission schloss offiziell im Dezember 2015 mit der Veröffentlichung eines mehrbändigen Abschlussberichts, der zu dem Schluss kam, dass das Schulsystem einem kulturellen Völkermord gleichkam. Das National Centre for Truth and Reconciliation, das im November 2015 an der University of Manitoba eröffnet wurde, ist ein Archiv, in dem die im Laufe der Arbeit der TRC gesammelten Forschungsergebnisse, Dokumente und Zeugenaussagen aufbewahrt werden.

## Hintergrund
Die TRC wurde im Juni 2008 als einer der mandatierten Aspekte des Indian Residential Schools Settlement Agreement (IRSSA) gegründet. Als Teil des ausgehandelten IRSSA wurde ein Budget von 60 Millionen Dollar über fünf Jahre für die Arbeit der TRC festgelegt. Eine einjährige Verlängerung wurde im Januar 2014 gewährt, um den Abschluss des Mandats der TRC zu ermöglichen, wodurch sich der Abschluss der Kommissionsarbeit bis Juni 2015 verlängerte.
Die Kommission wurde als arms-length organization mit dem Mandat gegründet, die Geschichte und die Auswirkungen des Internatsschulsystems zu dokumentieren. Wie im Frühjahrsbericht 2013 des Auditor General of Canada des Parlamentes erläutert, gehörte es zu den wichtigsten Aufgaben der TRC, "eine möglichst vollständige historische Aufzeichnung des Internatssystems und seines Vermächtnisses zu erstellen". Die Kommission wurde auch damit beauftragt, gesammelte Aufzeichnungen, die das Internatssystem dokumentieren, und solche, die im Laufe der Arbeit der Kommission entstanden sind, für die zukünftige Verwaltung in einem nationalen Forschungszentrum aufzubewahren. Während der Erfüllung dieser Aufgabe reiste die TRC sechs Jahre lang in verschiedene Teile Kanadas, um die Aussagen von mehr als 6.500 Zeugen zu hören, darunter Überlebende der Residential Schools und andere, die vom Schulsystem betroffen waren.
Das Mandat der TRC umfasste die Ausrichtung von sieben nationalen Versöhnungsveranstaltungen, das Sammeln aller relevanten Archivdokumente in Bezug auf die Residential Schools von kirchlichen und staatlichen Stellen, das Sammeln von Aussagen von Überlebenden und die Beaufsichtigung eines Gedenkfonds zur Unterstützung von Versöhnungsveranstaltungen in der Gemeinde. Das Mandat der TRC betonte die Bewahrung und Aufdeckung der wahren Geschichte der Residential Schools.
Im März 2008 begaben sich indigene Führer und Kirchenvertreter auf eine Remembering the Children-Tour durch mehrere Städte, um die Aktivitäten der Wahrheits- und Versöhnungskommission zu fördern. Am 21. und 22. Januar 2008 veranstaltete das King’s University College in Edmonton, Alberta, eine interdisziplinäre Studienkonferenz zum Thema Wahrheits- und Versöhnungskommission. Am 11. Juni desselben Jahres entschuldigte sich Premierminister Stephen Harper für die Rolle vergangener Regierungen bei der Verwaltung der Residential Schools. Später im Jahr 2017 sprach Premierminister Justin Trudeau auch eine Entschuldigung an die Opfer der Residential Schools aus.
Das Mandat der Kommission sollte ursprünglich im Jahr 2014 mit einer Abschlussveranstaltung in Ottawa enden. Es wurde jedoch bis 2015 verlängert, da der Kommission im Jahr 2014 von Nationalbibliothek Kanadas nach einem Beschluss des Obersten Gerichtshofes von Ontario vom Januar 2013 zahlreiche Unterlagen zu den Residential Schools zur Verfügung gestellt wurden. Die Kommission benötigte zusätzliche Zeit, um diese Dokumente zu prüfen. Vom 31. Mai bis 3. Juni 2015 fand die Abschlussveranstaltung der Kommission in Ottawa statt, darunter eine Zeremonie in der Rideau Hall mit kanadischen Generalgouverneur David Johnston.

### Zeugnisse
Das Mandat der IRSSA verlangte von der TRC, Zeugnisse von Überlebenden der Residential Schools zu sammeln. Die Zeugenaussagen waren notwendig, damit das die IRSSA eine Dokumentation der Geschichte und der Auswirkungen der Residential Schools erstellen konnte. Diese Dokumentation war auch wichtig, um die Öffentlichkeit über die "Wahrheit dessen, was in Kanada geschehen ist", aufzuklären. Die Aufzeichnungen der Zeugenaussagen und Dokumente der Residential Schools sind in einem Nationalen Forschungszentrum für die Öffentlichkeit zugänglich.
Zwischen 2008 und 2014 sammelte die TRC schätzungsweise rund 7.000 Zeugenaussagen von Überlebenden, die meisten von denjenigen, die die Schulen nach den 1940er Jahren besucht hatten. Die Zeugenaussagen wurden sowohl in öffentlichen als auch in privaten Settings gesammelt, wie z. B. bei Gemeindeanhörungen, Austauschkreisen, Commissioners Sharing Panels usw. Die Commissioners Panels zogen oft ein großes Publikum mit Hunderten von Zuhörern und Reportern an, wobei die Zeugenaussagen regelmäßig aufgezeichnet und online gestellt wurden. Während der öffentlichen Zeugenaussagen schilderten Überlebende detailliert ihre Erfahrungen im Zusammenhang mit den Residential Schools. Diese bestanden regelmäßig aus Erinnerungen daran, ihrer Sprache und Kultur beraubt worden zu sein sowie Erfahrungen von Missbrauch, sexuellen Übergriffen, Unterernährung.

### Kommissionsname
Die kanadische Wahrheits- und Versöhnungskommission (TRC) wurde in Anlehnung an die gleichnamigen Kommissionen in Chile 1990 und Südafrika 1996 genannt. In diesem Zusammenhang bezieht sich reconcilation (Wieder-Versöhnung) auf den Akt der Wiederherstellung einer einst harmonischen Beziehung. Die Kommission geriet jedoch wegen der Verwendung des Begriffs in ihrem Namen in die Kritik, da er impliziert, dass es einst eine harmonische Beziehung zwischen Siedlern und indigenen Völkern gab, die nun wiederhergestellt wird, während diese Beziehung in Kanada vielleicht nie existiert hat.:35 Der Gebrauch von reconsiliation verewigt dabei diesen Mythos, indem er weiterhin "die Existenz der Souveränität der Aborigines vor dem Kontakt leugnet.":35

### Zusammensetzung der Kommission

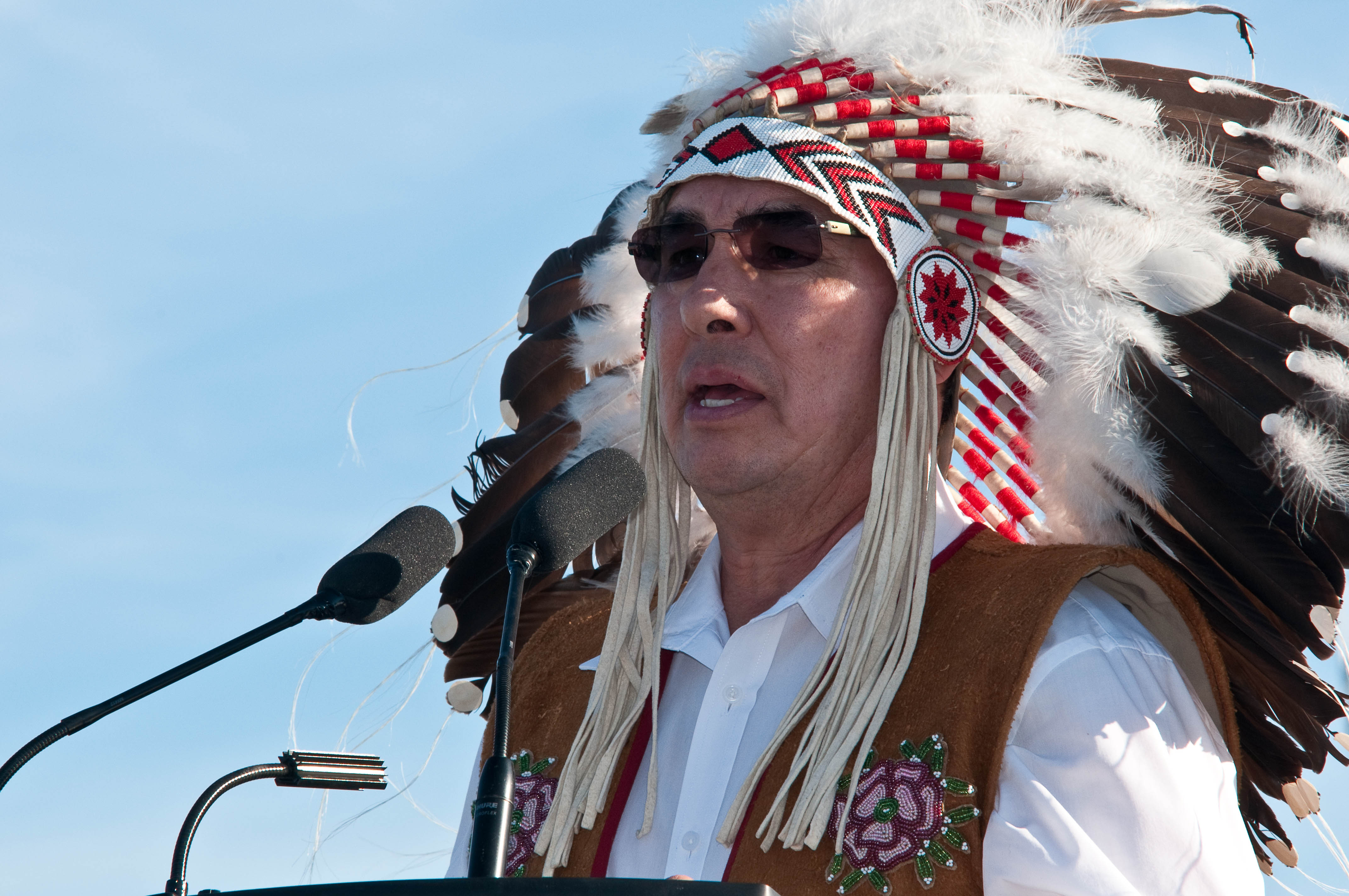
Commissioner Littlechild spricht bei einer TRC-Veranstaltung in Inuvik, 2011

Richter Harry S. Laforme vom Berufungsgericht in Ontario wurde zum Vorsitzenden der Kommission ernannt. Er trat am 20. Oktober 2008 unter Berufung auf Ungehorsam der beiden anderen Kommissionsmitglieder, Claudette Dumont-Smith und Jane Brewin Morley, zurück. Laforme sagte, sie wollten sich in erster Linie auf die Aufdeckung und Dokumentation der Wahrheit konzentrieren, während er auch einen Schwerpunkt auf die Versöhnung zwischen eingeborenen und nicht eingeborenen Kanadiern legen wollte. Dazu kommt: „Die beiden Kommissare sind nicht bereit zu akzeptieren, dass die Struktur der Kommission es erfordert, dass der Kurs der Kommission festgelegt und ihre Ziele letztlich durch die Autorität und Führung ihres Vorsitzenden geformt werden müssen.“ Obwohl Dumont-Smith und Morley die Vorwürfe bestritten und zunächst im Amt blieben,; beide traten im Januar 2009 zurück.
Am 10. Juni 2009 wurde Murray Sinclair als Nachfolger von Laforme zum Vorsitzenden der TRC ernannt. Die Journalistin Marie Wilson, eine leitende Angestellte der Workers' Safety and Compensation Commission of the Northwest Territories and Nunavut, und Willie Littlechild, ehemaliger konservativer Abgeordneter und Alberta-Regionalchef für die Versammlung der First Nations, wurden ernannt, um die Kommissare Dumont-Smith und Morley zu ersetzen.

### Projekt „Vermisste Kinder“
Die TRC trug nicht nur dazu bei, die Öffentlichkeit über die Realität der Residential Schools aufzuklären, sondern führte auch zur Gründung von Organisationen wie dem Missing Children Project. Im Laufe der Geschichte der Residential Schools starben Tausende von Kindern an Krankheiten, Selbstmord, Unterernährung usw. Ab 1917 wurden die Todesfälle vom Department of Indian Affairs nicht mehr dokumentiert. Das Missing Children Project ist eine Organisation, die sich der Identifizierung der Kinder widmet, die während ihrer Zeit in den Residential Schools gestorben sind. Die Dokumentation erfolgt anhand intensiver Recherchen sowie der Analyse der unterschiedlichen Bedingungen, denen die Schüler ausgesetzt waren.

## Handlungsaufforderungen (calls to action)
Im Juni 2015 veröffentlichte die TRC einen zusammenfassenden Bericht über ihre Ergebnisse und „94 Handlungsaufforderungen“, um „das Erbe der Residential Schools wiedergutzumachen und den Prozess der kanadischen Versöhnung voranzutreiben.“ Die Handlungsaufforderungen wurden in zwei Kategorien unterteilt: „Vermächtnis“ und „Versöhnung“."

### Vermächtnis
Der Abschnitt „Legacy“ (Vermächtnis) der Handlungsaufforderungen konzentrierte sich auf die Wiedergutmachung der Schäden, die aus den indianischen Residential Schools (IRS) resultierten. Die vorgeschlagenen Maßnahmen sind in den folgenden Unterkategorien aufgeführt:
Kinderfürsorge: Residential Schools dienten oft eher als Pflegeheime denn als Erziehungseinrichtungen. Laut einer Umfrage von 1953 wurden 4.313 Kinder von 10.112 Internatsschülern entweder als Waisen beschrieben oder stammten (angeblich) aus zerrütteten Familienverhältnissen. Die Residential School in den kanadischen Atlantikprovinzen, in Shubenacadie, N.S., war eine solche Schule, die Kinder aufnahm, die nach Ansicht der Kinderschutzbehörden gefährdet waren. Es gibt ein andauerndes Erbe staatlicher Intervention in das Leben indigener Kinder durch das Kinderfürsorgesystem. Im Jahr 2011 waren 3,6 % aller First-Nations-Kinder unter 14 Jahren in Pflegefamilien untergebracht, verglichen mit 0,3 % bei nicht-indigenen Kindern. Im Jahr 2012 äußerte der Ausschuss der Vereinten Nationen für die Rechte des Kindes seine Besorgnis darüber, dass Kanada indigene Kinder als "erstes Mittel" aus ihren Familien entfernt.
Bildung: Aufgrund begrenzter Mittel, des Mangels an ausgebildeten Lehrern und der Betonung von Handarbeit kamen viele Schüler im IRS-System nicht über eine rudimentäre Ausbildung hinaus. Als die Residential Schools abgeschafft wurden, brachen indigene Jugendliche, die anschließend in öffentlichen Schulen eingeschrieben waren, in großer Zahl ab. Die auf Bildung fokussierten Handlungsaufforderungen zielen auf die aktuellen Schulabschlussraten und die Einkommenskluft zwischen indigenen und nicht-indigenen Schülern ab. Darüber hinaus fordern sie die Beseitigung der anhaltenden Diskrepanz bei der Finanzierung indigener Bildung.
Sprache und Kultur: Kinder in Residential Schools durften weder ihre Muttersprachen sprechen noch ihre Kultur ausüben. Laut UNESCO sind 36 % der indigenen Sprachen Kanadas als akut gefährdet gelistet. Die calls to action fordern eine erhöhte Finanzierung für die Erziehung von Kindern in indigenen Sprachen und fordern auch, dass weiterführende Schulen und Hochschulen Abschlüsse und Diplome in indigenen Sprachen anbieten.
Gesundheit: Die Gesundheitsversorgung für IRS-Schüler variierte beträchtlich zwischen den Schulen und zwischen den verschiedenen Jahrzehnten. Ab den 1940er Jahren wurden Gesundheitseinrichtungen und Gesundheitspfleger immer häufiger. Einige Schulen hatten eine Krankenschwester und eine Krankenstation mit Ärzten. Aus den Zeugenaussagen vor der TRC geht hervor, dass sehr viele Kinder während des Besuchs einer Residential School sexuellem und körperlichem Missbrauch ausgesetzt waren; es wird oft behauptet, dass die Auswirkungen des Traumas an die Kinder dieser Schüler weitergegeben wurden. Die Handlungsaufforderungen in diesem Zusammenhang stellen eine Verbindung her zwischen der schlechten Gesundheitsversorgung in den Residential Schools und gegenwärtigen Rückständen im Gesundheitszustand der indigenen Bevölkerung in Kanada.
Justiz: Als das kanadische Rechtssystem mit der Untersuchung von Missbrauchsvorwürfen beauftragt wurde, resultierten nur wenige Strafverfolgungen aus polizeilichen Ermittlungen. In vielen Fällen haben die Bundesregierung und die Polizeieinheiten der RCMP die Ermittlungen kompromittiert. In Anbetracht der Verjährungsfristen sind viele Missbrauchstaten ungestraft geblieben, weil die Kinder nicht die Mittel oder das Wissen hatten, um Gerechtigkeit für ihre Misshandlungen einzufordern. Die calls to action rund um die Gerechtigkeit zielen darauf ab, die Verjährungsfristen zu verlängern und die Unabhängigkeit der RCMP zu stärken. Sie sprechen auch von der Notwendigkeit, kulturell angemessene Justizsysteme zu entwickeln.

### Versöhnung
Der Abschnitt „Versöhnung“ bei den calls to action konzentrierte sich auf die Schaffung besserer Beziehungen zwischen den Bundes- und Provinzregierungen Kanadas und den indigenen Nationen, wobei der Schwerpunkt auf der Schaffung versöhnter Beziehungen (reconciled relationship) lag. Die vorgeschlagenen Maßnahmen werden den folgenden Unterkategorien zugeordnet:
1. Kanadische Regierungsstellen und die Deklaration der Rechte indigener Völker der Vereinten Nationen
2. Königliche Erklärungen und Versöhnungsbündnis ( Royal proclamation and covenant of reconciliation)
3. Siedlungsvertragsparteien und die Erklärung der Vereinten Nationen über die Rechte indigener Völker
4. Gerechtigkeit für Aborigines im Rechtssystem
5. Nationaler Rat für Versöhnung
6. Berufliche Weiterbildung und Training für öffentliche Bedienstete
7. Kirche Entschuldigung und Versöhnung
8. Bildung für Versöhnung
9. Jugendprogramme
10. Museen und Archive
11. Vermisste Kinder und Informationen über die Gräber von verstorbenen Kindern
12. Nationales Zentrum für Wahrheit und Versöhnung
13. Erinnerungsorte und -feiern
14. Medien und Versöhnung
15. Sport und Versöhnung
16. Wirtschaft und Versöhnung
17. Einwanderer in Kanada

### Implementierung
In den Jahren 2016 und 2017 bewertete der Historiker Ian Mosby, wie viele der calls to action zum ein- und wie viele zum zweijährigen Jubiläum erfüllt worden waren. Im Jahr 2016 kam er zu dem Schluss, dass nur fünf Aufforderungen vollständig und drei Aufforderungen teilweise abgeschlossen waren, sodass 86 unerfüllt blieben. Im Jahr 2017 zeigte seine Auswertung, dass nur 7 der 94 Aufforderungen abgeschlossen wurden.
Im Jahr 2018 richtete die Canadian Broadcasting Corporation Beyond 94 ein, eine Website, um den Status der einzelnen Aufforderungen zu verfolgen. Mit Stand vom März 2018 waren 10 als abgeschlossen markiert, 15 waren in Arbeit mit laufenden Projekten, 25 hatten Projekte vorgeschlagen und 44 waren unerfüllt. Mit Stand vom 29. Juli 2019 wurden 10 calls to action als abgeschlossen markiert, 21 waren in Arbeit mit laufenden Projekten, 37 hatten Projekte vorgeschlagen und 26 waren „noch nicht begonnen“.
Ab September 2019 sind die folgenden zehn Vorschläge als "vollständig" markiert:
- Sprache und Kultur (#13) – Anerkennen, dass die Rechte der Ureinwohner auch die Rechte der Sprache der Ureinwohner beinhalten: Im Jahr 2017 hat die Ministerin für Kulturerbe Mélanie Joly bekannt, dass sie in Zusammenarbeit mit der Assembly of First Nations, der Inuit Tapiriit Kanatami und dem Métis National Council einen Indigenous Languages Act zum Schutz und zur Förderung der indigenen Sprachen in den Kulturen der Ureinwohner, Metis und Inuit entwickeln wird.[38]
- Justiz (#39) – Sammeln und veröffentlichen von Daten über die Viktimisierung von Aborigines durch Straftaten: Das kanadische Statistikamt veröffentlichte 2016 einen Bericht mit dem Titel Victimization of Aboriginal people in Canada, 2014, der Daten aus dem General Social Survey 2014 verwendet.[39] Der Bericht stellte fest, dass im Jahr 2014 mehr indigene Kanadier Opfer von Verbrechen wurden als nicht-indigene Kanadier.[39]
- Gerechtigkeit (#41) – Einsetzung einer öffentlichen Untersuchung über die Ursachen und Abhilfemaßnahmen für die unverhältnismäßige Viktimisierung von indigenen Frauen und Mädchen: Unmittelbar nach den Bundeswahl 2015 kündigte die neue Trudeau-Regierung eine Nationale Untersuchung über vermisste und ermordete indigene Frauen und Mädchen an. Die Untersuchung begann im Jahr 2016 und endete am 3. Juni 2019,[40] und enthielt zahlreiche Empfehlungen für den Umgang mit der dauerhaften Gewalt (Endemic warfare), der indigene Frauen in Kanada ausgesetzt sind.[40]
- Versöhnung (#84) – Wiederherstellung und Erhöhung der Mittel für die CBC/Radio-Canada, damit sie die Versöhnung unterstützen kann: Die Bundesregierung hat in ihrem Haushalt 2016 zusätzliche 75 Millionen Dollar für die CBC bereitgestellt. Die CBC legte einen "Accountability Plan" vor, um öffentlich zu machen, wie diese Mittel investiert wurden. Obwohl die Kommission ausdrücklich mehr indigene Programme forderte, ist es nach dem Broadcasting Act nicht möglich, dass öffentliche Gelder für bestimmte Programme eingesetzt werden. Allerdings hat sich der Anteil der Programme von und für indigene Völker bei der CBC seit 2016 erhöht.[41]
- Versöhnung (#85) – Aboriginal Peoples Television Network (APTN) zur Unterstützung der Versöhnung: Die Kommission forderte APTN auf, Inhalte von und für indigene Völker zu produzieren und auszustrahlen, um die Versöhnung zu unterstützen. Diese Initiative wurde von APTN mit dem Start der Serie TAKEN im Jahr 2016 aufrechterhalten, in deren Mittelpunkt vermisste und ermordete indigene Frauen und Mädchen stehen.[42]
- Versöhnung (#87) – Die Geschichte der Aborigine-Sportler erzählen: Die Hall of Fame des kanadischen Sports hat in einer 2017 gestarteten Online-Ausstellung ein Segment über indigene Sportler in der kanadischen Geschichte aufgenommen. Es folgte die Aufnahme verschiedener indigener Sportler in die British Columbia Hall of Fame, die Saskatchewan Sports Hall of Fame und die Toronto Hockey Hall of Fame.[43]
- Versöhnung (#88) – Fortgesetzte Unterstützung für die North American Indigenous Games: Die kanadische Regierung versprach 2017, 18,9 Millionen Dollar zur Finanzierung "kulturell relevanter" Sportprogramme in indigenen Gemeinden über 5 Jahre beizusteuern, wobei 5,5 Millionen alle 4 Jahre nach 2022 versprochen wurden, als Zusammenarbeit zwischen dem Minister für Sport und Menschen mit Behinderungen und dem Ministry of Indigenous and Northern Affairs.[44]
- Versöhnung (#59) – Kirchliche Beiträge zur Aufarbeitung der Residential Schools, um die Gemeinden darüber aufzuklären, warum eine Entschuldigung notwendig ist: 67 % der Residential Schools wurden von der Katholischen Kirche betrieben, die restlichen 33 % von Anglikanern,  der United Church of Canada und den Presbyterianern.[45] Diese Kirchen begannen sich zu entschuldigen, beginnend mit der United Church of Canada im Jahr 1986[46], wobei die anderen in den darauffolgenden Jahren folgten.[47][48] Im Jahr 2009 veröffentlichte der Vatikan eine offizielle Trauerbekundung,[49] und Justin Trudeau bat 2017 um eine offizielle Entschuldigung.[50] Die Wahrheits- und Versöhnungskommission forderte alle Kirchen, die am Betrieb der Indian Residential Schools beteiligt waren, auf, ihre Gemeinden über die kirchliche Beteiligung an den Schulen und die Auswirkungen des Kolonialismus auf indigene Völker aufzuklären. Dies geschieht vor allem durch KAIROS, einer religiösen Interessenvertretung.[43]
- Versöhnung (#83) – Eine Strategie für gemeinsame Projekte für indigene und nicht-indigene Künstler zu etablieren: Der Canadian Council for the Arts gab $17.8 Millionen Dollar an Fördergeldern für indigene Künstler in den Jahren 2017–18 und ist auf dem Weg, seine Investition von 2015 bis 2016 in Höhe von 6,3 Millionen Dollar auf 18,9 Millionen Dollar in den Jahren 2020–21 zu verdreifachen, wie in ihrem Strategieplan 2016–2021 beschrieben.[51]

Versöhnung (#90) – Sicherstellen, dass nationale Sportpolitik, -programme und -initiativen die Ureinwohner einbeziehen: Nach der Veröffentlichung des Kommissionsberichts im Jahr 2015 kündigte das kanadische Sportministerium an, die Finanzierung des gemeinnützigen Aboriginal Sport Circle wiederaufzunehmen, einer nationalen Organisation, die sich für Ressourcen für Sportprogramme von Indigenen, Metis und Inuit einsetzt. Die Bundesregierung hat außerdem 47,5 Millionen Dollar für die Sportentwicklung in über 300 Gemeinden im ganzen Land bereitgestellt.

## Abschlussbericht
Im Dezember 2015 veröffentlichte die TRC ihren Abschlussbericht. Der Bericht basierte auf Primär- und Sekundärquellenforschung, die von der Kommission durchgeführt wurde, sowie auf Zeugenaussagen, die von Überlebenden der Residential Schools während der TRC-Veranstaltungen gesammelt wurden. Der Abschlussbericht fasste die Arbeit der TRC zusammen und enthielt die folgenden Abschnitte:
- "Honouring the Truth, Reconciling the Future"
- "Was wir gelernt haben"
- "Jetzt sprechen die Überlebenden ("The Survivors Speak")
- "Die Geschichte, Teil 1 – Ursprünge bis 1939"
- "Die Geschichte, Teil 2 – 1939 bis 2000"
- "Die Inuit und die Erfahrung des Nordens"
- "The Métis Experience"
- "Vermisste Kinder und anonyme Bestattungen"
- "Das Vermächtnis"
- (Wieder-)Versöhnung ("Reconciliation").

Der Bericht stellte fest, dass schätzungsweise 150.000 Kinder während ihrer 120-jährigen Geschichte Residential Schools besuchten und schätzungsweise 3.200 dieser Kinder in den Residential Schools starben. Von den 70.000 ehemaligen IRS-Schülern, die noch am Leben sind, wurden 31.970 Fälle von sexuellen oder schweren sexuellen Übergriffen durch einen unabhängigen Bewertungsprozess gelöst, und 5.995 Klagen waren zum Zeitpunkt der Veröffentlichung des Berichts noch in Bearbeitung.
Die TRC kam zu dem Schluss, dass die Entfernung der Kinder aus dem Einfluss ihrer eigenen Kultur mit der Absicht, sie an die dominante kanadische Kultur zu assimilieren, einem kulturellen Völkermord gleichkam.:1 Die Zweideutigkeit der Formulierung der TRC ließ die Interpretation zu, dass auch ein physischer und biologischer Völkermord stattgefunden habe. Die TRC sei aber nicht befugt, den Schluss zu ziehen, dass ein physischer und biologischer Völkermord stattgefunden hat, da eine solche Feststellung eine rechtliche Verantwortung der kanadischen Regierung implizieren würde, die schwer zu beweisen wäre. Infolgedessen bleibt die Debatte darüber offen, ob die kanadische Regierung auch physischen und biologischen Völkermord an der indigenen Bevölkerung begangen hat.
Das National Centre for Truth and Reconciliation (NCTR) wurde an der University of Manitoba in Winnipeg als Archiv für die von der TRC während ihrer Tätigkeit gesammelten Forschungsergebnisse, Dokumente und Zeugenaussagen eingerichtet. Das NCTR wurde im November 2015 für die Öffentlichkeit eröffnet und verwahrt mehr als fünf Millionen Dokumente, die sich auf das Erbe der Residential Schools in Kanada beziehen.

## Kritik
Sowohl indigene als auch nicht-indigene Autoren haben vielfach Kritik an der TRC geäußert, die von ihrem Umfang und ihren Motiven bis hin zur Methodik und den Schlussfolgerungen reicht.
Professor Glen Coulthard, Mitglied der Yellowknives Dene First Nation, hat argumentiert, dass der Fokus der TRC auf das Internatssystem die Versöhnung als eine Angelegenheit der „Überwindung eines 'traurigen Kapitels' in der [kanadischen] Geschichte“:125, das die fortdauernde Natur und die Auswirkungen des Kolonialismus nicht anerkannte. Für Coulthard erklärt die Bindung der Versöhnung allein an das Internatssystem und die Handlungen der Vergangenheit, warum Premierminister Stephen Harper sich 2008 für das System entschuldigen und ein Jahr später behaupten konnte, dass es in Kanada keine Geschichte des Kolonialismus gäbe. Die Professoren Brian Rice, Angehöriger der Mohawk, und Anna Snyder stimmen Coulthards Kritik an der Fokussierung auf die Residential Schools als singulärem Thema der Versöhnung zu, indem sie anmerken, dass die Schulen nur „ein Aspekt eines größeren Projekts zur Absorption oder Assimilation der Aborigines“ waren.:51
Viele Autoren haben die Art und Weise in den Focus genommen, wie die TRC die Ereignisse des Kolonialismus historisiert und es versäumt habe zu betonen, dass ungleiche Beziehungen zwischen Indigenen und Nicht-Indigenen fortbestehen und anhalten. Die Historisierung werde auch in den „Prinzipien der Versöhnung“ der TRC deutlich, wo Versöhnung als Auseinandersetzung mit den Schäden zu sehr nur der Vergangenheit begriffen wird. Dies ist problematisch, weil es impliziert, dass der Kolonialismus nicht andauert und nicht Teil der aktuellen Regierungspolitik ist. Aufgrund dieser Historisierung konzentrierte die TRC ihre Bemühungen weitgehend auf die „psychologische“ Heilung durch das Sammeln und Aussprechen von Geschichten; es fehle jedoch an signifikanten institutionellen Veränderungen, insbesondere an der Veränderung der Arten von Regierungsinstitutionen, die an Residential Schools und anderen Formen kolonialer Herrschaft beteiligt waren.:121
Ein weiterer Kritikpunkt an der Kommission ist, dass die Versöhnung „zu Bedingungen eingeführt wird, die immer noch weitgehend vom Staat diktiert werden“,:127 anstatt einer Graswurzelbewegung zu erlauben, an Zugkraft zu gewinnen oder Formen des „moralischen Protests“ zu entwickeln. Da es die Regierung war, die den Prozess der Versöhnung initiierte und die Bedingungen dafür festlegte, argumentierten einige Kritiker, dass die Kolonialmacht die Bedingungen für die Heilung ihrer kolonialen Untertanen diktiert,:167 und „[das Auferlegen] eines Zeitlimits für die 'Heilung'“, um die Vergangenheit zu überwinden, dies als Plattform für Versöhnung weniger effektiv macht.:36 Der Ansatz der Kommission, sich mit indigenen Völkern auseinanderzusetzen, wann und wie es für nicht-indigene Kanadier am bequemsten ist, kann als „eine weitere Form des Siedlerkolonialismus“ gesehen werden.:3 indigene Anerkennung und Versöhnung sei „aus kanadischer Sicht [nur] auf das Unrecht der Vergangenheit fokussiert ist und die Situation, wie sie heute existiert, ignoriert wird.“
Anders als die Wahrheits- und Versöhnungskommission in Südafrika war die kanadische Kommission keine Initiative auf Bundes- oder Landesebene. Sie entstand im Rahmen einer rechtlichen Vereinbarung zwischen Regierung und Indigenen (Indian Residential School Settlement Agreement), zwischen verschiedenen Gruppen von Überlebenden der Internate, der Assembly of First Nations, verschiedenen kirchlichen Gremien und der Regierung von Kanada. Als solche hatte die TRC keine Befugnisse zur Vorladung; keine Befugnis, bekannten Missbrauchstätern die Möglichkeit der Amnestie im Austausch für ehrliche Aussagen über etwaige Misshandlungen anzubieten. Außerdem konnte die Kommission nicht explizit Namen nennen oder Einzelpersonen anklagen; Täter wurden also nur durch Anhörung durch die Kommission zur Rechenschaft gezogen. Daher hörte die kanadische Kommission in erster Linie ehemalige Schülern an.

### Kritik an den Befunden
Hymie Rubenstein, ein pensionierter Professor für Anthropologie, und Rodney A. Clifton, emeritierter Professor für Pädagogik und ein Internatsleiter in den 1960er Jahren, vertraten die Ansicht, dass das Internatsprogramm zwar für viele Schüler schädlich gewesen sei, die Kommission aber „Gleichgültigkeit gegenüber einer soliden Beweiserhebung, vergleichenden oder kontextuellen Daten und Ursache-Wirkungs-Beziehungen“ gezeigt habe, was dazu führte, dass der Bericht der Kommission „eine verzerrte und unvollständige Geschichte“ erzähle.
Der Truth and Reconciliation Report verglich seine Ergebnisse nicht mit den Sterblichkeitsraten und -ursachen von Aborigine- und Nicht-Aborigine-Kindern, die öffentliche Schulen besuchten. Rubenstein und Clifton merkten an, dass der Bericht auch nicht berücksichtigte, dass indianische Residential Schools typischerweise in ländlichen Gebieten weit entfernt von Krankenhäusern lagen, was die Behandlung erschwerte.
Im März 2017 äußerte sich Lynn Beyak, ein Konservatives Mitglied des Senats missbilligend über den abschließenden TRC-Bericht und sagte, er habe eine „Fülle des Guten“ ausgelassen, die in den Schulen vorhanden gewesen sei. Obwohl Beyaks Recht auf freie Meinungsäußerung von einigen konservativen Senatoren verteidigt wurde, wurden ihre Äußerungen weithin kritisiert, unter anderem von Ministerin für indigene und nördliche Angelegenheiten Carolyn Bennett und dem Vorsitzenden der Neue Demokratische Partei Thomas Mulcair. Auch die anglikanische Kirche meldete Bedenken an und erklärte in einer von den Bischöfen Fred Hiltz und Mark MacDonald mitunterzeichneten Mitteilung: „Es war nichts Gutes daran, dass Kinder verschwunden sind und keine Anzeige erstattet wurde. Es war nichts Gutes daran, Kinder in anonymen Gräbern weit weg von ihren angestammten Wohnorten zu begraben.“ Als Reaktion darauf entfernte die Führung der Konservativen Partei Beyak aus dem Senatsausschuss und betonte, dass ihre Kommentare nicht mit den Ansichten der Partei übereinstimmten.

## Folgerungen
Im August 2017 veröffentlichten Crystal Fraser und Sara Komarnisky „150 Acts of Reconciliation for the Last 150 Days of Canada's 150“ (150 Taten der Versöhnung für die letzten 150 Tage von Kanadas 150. Jahrestag) mit einem Aufruf an die Kanadier, sich in sinnvoller Versöhnungsarbeit zu engagieren und über die Aufforderungen der TRC zum Handeln nachzudenken.
Im August 2018 kündigte die Royal Canadian Geographical Society die Veröffentlichung des Indigenous Peoples Atlas of Canada an, einer Enzyklopädie, deren Inhalt Informationen über indigenes Land, Sprachen, Gemeinschaften, Verträge und Kulturen sowie Themen wie das Kanadische Indianerschulsystem, Rassismus und kulturelle Aneignung umfasst. Es wurde gegründet, um die Calls to Action zu adressieren, darunter die Entwicklung von "kulturell angemessenen Lehrplänen" für kanadische Aborigines.